# Israel Atias

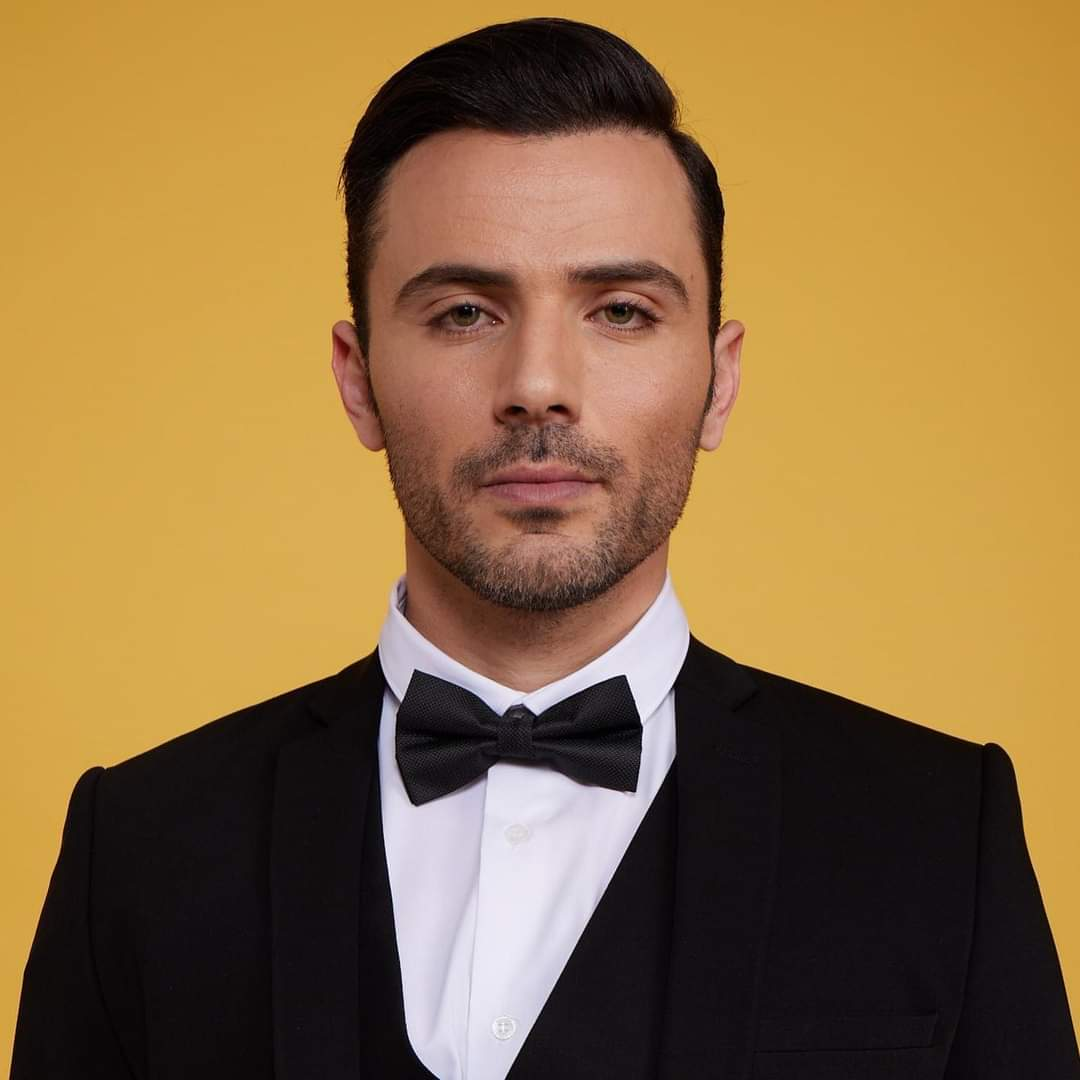
Israel Atias

Israel Atias (hebräisch ישראל אטיאס; * 9. Januar 1987 in Javne, Israel) ist ein israelischer Schauspieler.

## Leben und Karriere
Atias wurde in Javne als Kind marokkanisch-jüdischer Eltern geboren und wuchs dort auf. Er absolvierte die Schauspielschule Haderech und spielte in mehreren Theaterstücken mit.
Sein Debüt gab er 2013 in der Serie Ptzuim BaRosh. Bekannt wurde er vor allem durch seine Rollen in der israelische Serie Zaguri Imperia. Von 2017 bis 2021 bekam Atias in der Serie Shababnikim eine Hauptrolle. Neben der Schauspielerei war Atias auch als Model aktiv und machte in Werbekampagnen für Marken wie Prada und Coca-Cola.
Seit Juli 2016 ist Atias mit Naomi Idan verheiratet und Vater von zwei Kindern.

## Filmografie
Filme
- 2017: Masa Hatabaat
- 2023: Running on Sand

Serien
- 2013: Ptzuim BaRosh
- 2014–2015: Zaguri Imperia
- 2015: Mossad 101
- 2015: Anachnu BaMapa
- 2017: Shababnikim
- 2020–2021: Ziggy
- 2021: HaYoreshet